# Truchas
Truchas (em leonês, Trueitas) é um município da Espanha na província de León, comunidade autónoma de Castela e Leão, de área 301,4 km² com população de 619 habitantes (2007) e densidade populacional de 2,23 hab/km².

## Demografia
| Variação demográfica do município entre 1991 e 2004 | Variação demográfica do município entre 1991 e 2004 | Variação demográfica do município entre 1991 e 2004 | Variação demográfica do município entre 1991 e 2004 |
| --------------------------------------------------- | --------------------------------------------------- | --------------------------------------------------- | --------------------------------------------------- |
| 1991                                                | 1996                                                | 2001                                                | 2004                                                |
| 1159                                                | 863                                                 | 720                                                 | 673                                                 |